# Narcís Vázquez Romero
Narcís Vázquez Romero (Manises, 1948) és un metge i polític valencià, diputat al Congrés dels Diputats en la III i IV Legislatures.
Llicenciat en Medicina i Cirurgia, des de 1977 ha treballat com a especialista en Medicina Interna de l'Hospital General d'Elx i ha estat professor associat de la Facultat de Medicina de la Universitat d'Alacant. El 1978 fou el cap del PCE a Elx, formant part de la llista del PCPV per Elx a les eleccions municipals espanyoles de 1979.
També fou membre de la direcció nacional d'Esquerra Unida del País Valencià (EUPV), partit amb el qual fou elegit diputat per la província d'Alacant a les eleccions generals espanyoles de 1989 i 1993. De 1993 a 1996 ha estat Secretari Segon de la Comissió d'Afers Exteriors del Congrés dels Diputats. El 1996 deixà el PCE i IU per integrar-se a Nova Esquerra